# Marcinha
Márcia Honório da Silva (sinh ngày 22 tháng 8 năm 1962), thường được gọi là Marcinha, là một huấn luyện viên bóng đá Brasil và cựu cầu thủ. Bà là tiền vệ cho đội tuyển bóng đá nữ quốc gia Brasil.
Năm 1984, Marcinha đang chơi cho Clube Atlético Juventus, bà gặp chấn thương và phải tháo rời đầu gối phải. Sau đó, bà làm việc tại một thẩm mỹ viện vào thời điểm đó.
Marcinha là một thành viên của đội bóng câu lạc bộ EC Radar, đội đại diện cho Brasil tham gia Giải đấu Chào mời Bóng đá nữ năm 1988 của FIFA ở Quảng Đông và đứng ở vị trí thứ ba. Bà cũng chơi cho Brasil tại lần tổ chức năm 1986 của giải đấu Mundialito ở Ý.
Trong World Cup Nữ Thế giới năm 1991, Marcinha tham gia từ đầu trong tất cả ba trận đấu của đội khi năm đó Brasil bị loại ở vòng đầu tiên. Trong suốt giải đấu, bà không hề bất ngờ khi người bạn cùng phòng của bà bị cáo buộc có quan hệ tình dục với Eurico Lira ở chiếc giường kế bên. Marcinha phàn nàn và Lira, chủ sở hữu của Radar EC và bankroller của đội tuyển Bóng đá nữ quốc gia, đã được thuyên chuyến bởi Liên đoàn bóng đá Brasil (CBF) trong vụ bê bối tiếp theo.
Đội tuyển Bóng đá Nữ quốc gia Brasil đã không chơi một trận đấu nào trong hơn ba năm, cho đến khi nhận được sự tài trợ từ tinh bột ngô Maizena, cho phép họ chơi trong giải vô địch bóng đá nữ Nam Mỹ năm 1995. Marcinha không được đưa vào đội hình thi đấu.
Sau khi chơi futsal cho Polícia Militar, CA Juventus, Bordon và Sabesp, Marcinha ngừng chơi vào năm 2000. Bà trở thành một huấn luyện viên futsal dành cho đội bóng thiếu niên ở São Paulo. Các cầu thủ bóng đá nam Thiago Motta và Deco cũng từng nằm trong các đội được huấn luyện bởi Marcinha.